# Гонщик «Серебряной мечты» (фильм)
Гонщик «Серебряной мечты» — кинофильм Великобритании 1980 года.

## Сюжет
Гонщик Ник получает в наследство новый мотоцикл, сконструированный его братом. У Ника появляется шанс выиграть чемпионат, лидерство в котором занимают американцы.
Для фильма было сделано три версии концовки:
- Для США, картина останавливается стоп-кадром после финиша протагониста.;
- Вариант режиссёра, где авария происходит до финиша.

## Прокат
В Великобритании фильм вышел в прокат 11 апреля 1980 года, в Нидерландах — 5 июня 1980 года, в Дании — 9 марта 1981 года, в США — 17 сентября 1983 года